# John Kefalas
John Michael Kefalas, född den 26 december 1954 i Pireus, Grekland, är en amerikansk folkvald lagstiftare i Colorado, USA. Med bakgrund som utbildare och lobbyist ställde han upp i ett val för ämbetet folkvald lagstiftare 2004, representerande Demokratiska partiet. 2006 gjorde han samma sak och besegrade då sin republikanske motkandidat till Colorados representanthus. Han representerar House District 52, det vill säga den östra halvan av Fort Collins, Colorado. Som folkvald lagstiftare har Kefalas fokuserat på hälsovård och fattigdom. Bland förespråkar han en utvidgning av EITC-systemet i Colorado, och han återvaldes till en andra period 2008. 